# Yoshio Hachiro

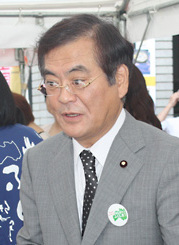
Yoshio Hachiro (2011)

Yoshio Hachiro (jap. 鉢呂 吉雄, Hachiro Yoshio; * 25. Januar 1948 in Shintotsukawa, Kabato-gun, Hokkaidō) ist ein japanischer Politiker (parteilos→SPJ→SDP→DPJ→DFP→KDP) war von 2016 bis 2022 Abgeordneter im Sangiin, dem Oberhaus des nationalen Parlaments, für Hokkaidō. Bis 2012 war er Shūgiin-Abgeordneter, 2011 kurzzeitig Minister für Wirtschaft, Handel und Industrie. Innerhalb der Partei gehört er zur Akamatsu-Gruppe.

## Leben
Hachiro ist Absolvent der landwirtschaftlichen Fakultät der Universität Hokkaidō. Danach arbeitete er für die landwirtschaftliche Genossenschaft (nōkyō) in Imakane. Bei der Shūgiin-Wahl 1990 kandidierte er erfolgreich als Unabhängiger im 3. Wahlkreis Hokkaidō und trat anschließend der Sozialistischen Partei Japans (SPJ) bei. Er wurde seither fünfmal wiedergewählt (ab 1996 im 8. Wahlkreis Hokkaidō, seit 2003 im 4. Wahlkreis Hokkaidō).
Vor der Wahl von 1996 verließ Hachiro die SPJ und beteiligte sich an der ersten Gründung der DPJ. 2003 kandidierte er für den Gouverneursposten in Hokkaidō, unterlag aber mit rund 62.000 Stimmen der LDP/Kōmeitō-Kandidatin Harumi Takahashi.
Am 2. September 2011 wurde er für das Kabinett Noda als Minister für Wirtschaft, Handel und Industrie berufen. Am 9. besuchte er die Gemeinden um das Kernkraftwerk Fukushima Daiichi und bezeichnete sie als „Todesstädte“ (「死のまち」, „shi no machi“). Am Vortag hatte er seinen Katastrophenschutzanzug an einen Reporter gerieben und gegrinst: „Schau mal, Radioaktivität!“ (「ほら、放射能」, „hora, hōshanō“). Auf Grund dieser Bemerkungen erklärte er am 10. seinen Rücktritt, und der Chefkabinettssekretär Osamu Fujimura löste ihn am 11. geschäftsführend ab.
1996 und von 2001 bis 2002 saß Hachiro dem Shūgiin-Landwirtschaftsausschuss vor, 2010 dem Arbeits- und Sozialausschuss, 2012 dem Justizausschuss. Bei der Shūgiin-Wahl 2012 verlor er seinen Wahlkreis an den Liberaldemokraten Hiroyuki Nakamura. Mit einer sekihairitsu („Verlustquote“) von 66,8 % erreichte er den sechsten Platz auf der DPJ-Verhältniswahlliste Hokkaidō und verfehlte so auch eine Wiederwahl im Block – die DPJ gewann nur zwei Verhältniswahlmandate in Hokkaidō.
Zur Sangiin-Wahl 2016 versuchte Hachiro für die einige Monate zuvor gegründete Demokratische Fortschrittspartei (DFP) einen Wechsel in die zweite Kammer. Der Wahlkreis Hokkaidō wurde 2016 von bisher zwei auf drei Mandate vergrößert, und Hachiro konnte hinter den Amtsinhabern Gaku Hasegawa (25,5 %, LDP) und Eri Tokunaga (22,0 %, Minshintō) mit 19,3 % der Stimmen den dritten Sitz knapp vor Katsuhiro Kakiki (19,0 %, LDP) gewinnen. Als sich seine Partei im Mai 2018 mit der Partei der Hoffnung zur Demokratischen Volkspartei zusammenschloss, verließ Hachiro die DFP und trat der im Oktober 2017 gegründeten Konstitutionell-Demokratischen Partei von Yukio Edano bei. Bei der Wahl 2022 trat Hachiro nicht mehr an, Wunschnachfolger Tomohiro Ishikawa (KDP) unterlag im Rennen um den dritten Sitz von Hokkaidō um rund einen Prozentpunkt LDP-Kandidat Toshimitsu Funahashi.